# Satprem
Bernard Enginger, meglio noto come Satprem (Parigi, 30 ottobre 1923 – Kotagiri (Tamil Nadu), 9 aprile 2007), è stato uno scrittore francese. È stato l'esponente più importante dello yoga di Sri Aurobindo (Calcutta 1872 - Pondicherry 1950) e Mirra Alfassa più nota come "Mère", in italiano "la Madre" (Parigi 1878 - Pondicherry 1973).

## Biografia
Di madre bretone e di padre d'origine alsaziana passò l'infanzia in Bretagna, terra alla quale rimase particolarmente legato. Successivamente è stato studente presso un collegio di gesuiti di Amiens per proseguire i suoi studi in un liceo parigino dove, militante antifascista, si impegna attivamente nella resistenza ma a soli 20 anni viene arrestato dalla Gestapo e condotto in Germania dove proverà per un anno e mezzo l'orrore del campo di concentramento di Mauthausen-Gusen da cui uscirà comunque vivo ma completamente devastato, come racconterà in alcuni suoi libri.
Dopo la liberazione viaggiò molto: Egitto, Guyana francese, Brasile, poi di nuovo in Africa ma l'incontro in India con Sri Aurobindo e "Mère", il cui messaggio centrale era "l'uomo è un essere di transizione", fu decisivo a dare un senso al seguito della sua vicenda esistenziale.
L'ashram fondato da Sri Aurobindo, che era una sorta di laboratorio umano evolutivo, accoglie anche Satprem. Nel 1950 muore Sri Aurobindo e la guida dell'ashram passa a Mère, definita da Sri Aurobindo "laboratorio vivente". Nel 1957 Mère gli diede il nome spirituale "Satprem" che significa "colui che ama veramente". Nel 1968 è ancora accanto a Mère quale suo discepolo più fidato all'inaugurazione di Auroville.
Nel 1973 muore anche Mère la quale spinse Satprem a pubblicare l'Agenda di Mère, un'opera in 13 volumi che raccoglie le registrazioni e gli appunti presi delle parole pronunciate da Mère dal 1953 al 1973. Mère, che fin da piccola ha ricevuto un'educazione scientifico-materialistica, per poi passare attraverso l'occultismo in età adulta, compagna spirituale dell'autore di La sintesi dello Yoga, definiva la sua esperienza "yoga delle cellule" e Satprem dal canto suo più che scrittore si definiva "un piccolo uomo che nel corpo e nelle cellule continua l'esperienza di Mère". Altri si riferiscono a questo filone di pensiero come "purna yoga" o "yoga integrale".
Alla morte di Mère, Satprem entra in conflitto con i nuovi dirigenti dell'ashram e decide così all'età di cinquantanove anni di ritirarsi dalla vita pubblica in un luogo "segreto" dell'India (sui Nilgiri Hills) per ricercare un "grande passaggio" evolutivo verso ciò che seguirà l'uomo.
Nel 1977 fondò a Parigi un "Istituto di Ricerche Evolutive" per la pubblicazione e la promozione dell'Agenda di Mère. Nel 1989 scrive la breve autobiografia La rivolta della Terra, dove fa il punto della situazione umana. Del 1999 è Neanderthal guarda, una sorta di appello agli uomini a risvegliarsi per mettersi alla ricerca della vera umanità perché dice Satprem: "Perfino gli uomini di Neanderthal avrebbero vergogna di quel che noi siamo divenuti".
Satprem è morto il 9 aprile 2007 e la sua compagna Sujata Nahar è morta poco dopo lui, il 4 maggio 2007.

## Opere

### Opere su Mère
- L'Agenda di Mère (13 volumi), Ed.Istituto di Ricerche Evolutive
- Il materialismo divino, Ed. Ubaldini
- La nuova specie, Ed. Ubaldini
- La mutazione della morte, Ed. Ubaldini
- Appunti dal laboratorio di Mère, Edizioni Mediterranee

### Altre opere
- Sri Aurobindo l'avventura della coscienza, Edizioni Mediterranee, Roma 1964;
- La genesi del superuomo, Edizioni Mediterranee, Roma 1983;
- L'uomo dopo l'uomo, Edizioni Mediterranee, Roma 2002
- Il cercatore d'oro, Edizioni Mediterranee, Roma, 1993
- La mente delle cellule, Edizioni Mediterranee, Roma 1981
- La vita senza morte, Edizioni Mediterranee, Roma 1985
- La rivolta della terra, Edizioni Mediterranee, Roma 1990
- Evoluzione 2, Edizioni Mediterranee, Roma 1992
- Far nascere Dio: Lettere da un insubordinato, Edizioni Mediterranee, Roma 1998
- Gringo, Ed. Neftasia

### Opere non tradotte in italiano
- Le Véda ou La Destinée Humaine
- Le Grand Sens
- Par le corps de la Terre - ou le sannyasin, Ed. Auropress
- Sept jours en Inde avec Satprem, Ed. R. Laffont
- La Tragédie de la Terre (de Sophocle à Sri Aurobindo), Ed. R. Laffont
- La Clé des Contes, Ed. R. Laffont
- Une lettre récente de Satprem (1999)
- Carnets d'une Apocalypse (16 volumi), Institut de Recherches Évolutives
- Néanderthal Regard, Institut de Recherches Évolutives
- La Légende de l'Avenir, Ed. Robert Laffont
- Mémoires d'un patagonien
- L'Oiseau Doël
- Savitri (come traduttore del libro di Sri Aurobindo), Institut de Recherches Évolutives